# علیرضا کاظمی
علیرضا کاظمی (زادهٔ ۱۳۴۴) سیاستمدار ایرانی است که از سال ۱۴۰۳ سمت وزیر آموزش و پرورش را برعهده دارد. وی پیش‌تر معاون پرورشی و فرهنگی و سرپرست وزارت آموزش و پرورش و قائم‌مقام دبیرکل ستاد مبارزه با مواد مخدر بوده است.

## زندگی
علیرضا کاظمی در سال ۱۳۴۴ در مشهد به دنیا آمد. برادرش محمد کاظمی رئیس سازمان اطلاعات سپاه بود که در حملات خرداد ۱۴۰۴ اسرائیل به ایران ترور شد.
او در حوزه علمیه و دانشگاه تحصیل کرده است. وی لیسانس الهیات و معارف اسلامی از دانشگاه علوم اسلامی رضوی داشته و تحصیلات حوزوی خود را تا سطح ۳ در حوزه علمیه مشهد گذرانده است. پس از آن از سال ۱۳۶۸ تا ۱۳۷۲ در دانشگاه فردوسی مشغول به تحصیل شده است و موفق به کسب مدرک کارشناسی رشته زبان و ادبیات انگلیسی شد. او کارشناسی ارشد در رشته فقه و مبانی حقوق از دانشگاه آزاد اسلامی واحد مشهد را نیز دارد. او برای مدتی نیز عضو هیئت علمی دانشگاه فرهنگیان بوده است. کاظمی در مقطع دکتری مدیریت راهبردی در دانشگاه عالی دفاع ملی وابسته به ستاد کل نیروهای مسلح جمهوری اسلامی پذیرفته شد، اما تحصیل در این مقطع را ناتمام گذاشته است.
کاظمی به مدت ۱۷ ماه در دوران جنگ ایران و عراق حضور داشت. وی پیشتر معاون پرورشی و فرهنگی، مدیرکل فرهنگی هنری و مشاور وزیر آموزش و پرورش، رئیس سازمان دانش‌آموزی و مدیرکل سازمان آموزش و پرورش استان خراسان رضوی بوده است.

## در وزارت آموزش و پرورش
کاظمی معاون پرورشی و فرهنگی وزارت آموزش و پرورش، معاونت آموزش متوسطه این وزارتخانه، مدیرکل فرهنگی و هنری وزارتخانه و مدیرکلی آموزش و پرورش استان خراسان رضوی را در کارنامه کاری خود دارد. در سال ۱۳۹۶ او از سوی سید محمد بطحایی وزیر وقت آموزش و پرورش به معاونت پرورشی و فرهنگی او منصوب شد. این معاونت مسئولیت اردوگاه‌های دانش آموزی را برعهده دارد. در سال ۱۳۹۷ حمیدرضا حاج بابایی رئیس فراکسیون فرهنگیان مجلس در نامه ای به حسن روحانی رئیس‌جمهور وقت خبر از فروش اردوگاه دانش آموزی شهید باهنر در محله نیاوران تهران داد. کاظمی در واکنش این خبر را تکذیب کرد و گفت تمامی این اردوگاه در اختیار وزارت آموزش و پرورش قرار دارد. در مهر ۱۳۹۹ یک آتش‌سوزی در این اردوگاه رخ داد که به مرگ یک نفر و سوختگی یک نفر انجامید. کاظمی اعلام کرد «افراد حاضر در اردوگاه شهید باهنر دانش‌آموز نبوده و هیچ ارتباطی با آموزش و پرورش و مدارس نداشته و ندارند.»
او از علاقه‌مندان به گسترش بسیج دانش‌آموزی بوده و بر استفاده از ظرفیت‌های داخل و خارج از مدارس برای این منظور تأکید داشته است. او مهم‌ترین رسالت این وزارتخانه را توسعه فرهنگ نماز و قرآن اعلام کرده و خواهان این است که روحیه اسکتبارستیزی، فرهنگ شهادت، روحیه ولایت‌مداری و ولایت‌پذیری در میان دانش‌آموزان تقویت شود. او از طرفداران و تلاشگران ایجاد طرح‌های عزاداری گروهی و آنلاین دانش‌آموزان که می‌توان از طرحی بنام احلی من العسل برای عزاداری گروهی دانش‌آموزان در سالگرد کشته شدن امام سوم شیعیان یاد کرد. این طرح در دروان کرونا به صورت آنلاین نیز اجرا شد.

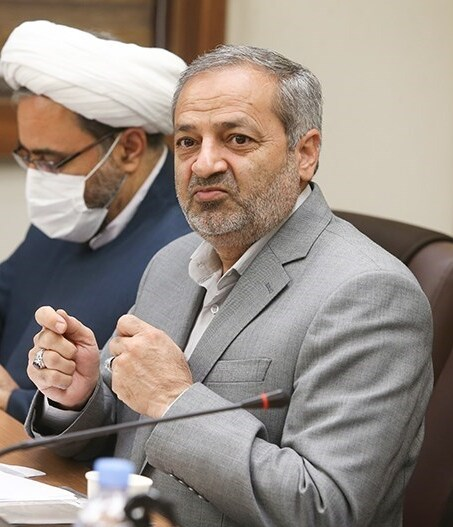
علیرضا کاظمی در شورای سیاستگذاری کانون‌های فرهنگی و هنری مساجد

### در دولت سیزدهم
با عدم رأی اعتماد نمایندگان مجلس یازدهم به حسین باغگلی گزینه مورد نظر سید ابراهیم رئیسی، وی علیرضا کاظمی معاون پرورشی و فرهنگی وزارت آموزش و پرورش را به‌عنوان سرپرست این وزارتخانه تعیین کرد. وی از ۴ شهریور تا ۷ آذر سال ۱۴۰۰ عهده‌دار این مقام بود. این دوره مصادف با بازگشایی مدارس پس از دنیاگیری کروناویروس ۲۰۱۹ بود. او در آبان ۱۴۰۰ خواستار تشکیل «قرارگاه مقابله با امواج آسیب‌زای فرهنگی» در بسیج دانش‌آموزی شد.

### در دولت چهاردهم
علیرضا کاظمی از سوی مسعود پزشکیان، رئیس‌جمهور ایران، به عنوان وزیر پیشنهادی آموزش و پرورش به مجلس شورای اسلامی معرفی شد. معرفی او به عنوان کاندید برای سمت وزارت آموزش پرورش، با بی‌توجهی گروه‌های صنفی معلمی مواجه شد که نشانه از نارضایتی از این گروه با وزارت او تلقی می‌شد. طاهره نقی ئی، نایب رئیس دوم جبهه اصلاحات و دبیرکل سازمان معلمان و یکی از اعضاء کارگروه تعیین کابینه پزشکیان، در مصاحبه‌ای مدعی شد که کاظمی، هشتمین گزینه پیشنهادی به پزشکیان برای وزارت آموزش و پرورش بوده است. در نهایت، کاظمی با اخذ رای اعتماد از مجلس به وزارت رسید.